# Шеффер, Валериан Александрович
Валериан Александрович Шеффер (21 октября [2 ноября] 1862, Киев — 18 апреля (1 мая) 1900, Москва) — российский филолог-классик, доктор греческой словесности (1892).

## Биография
Родился 21 октября (2 ноября) 1862 года в семье Александра Александровича Шеффера. Отец недолюбливал Россию и был поклонником Бисмарка. Родители говорили дома по-немецки, и поэтому их сын не усвоил вполне русского языка и впоследствии разговаривал на нём «не совсем правильно».
В 1880 году окончил с золотой медалью Киевскую Первую гимназию , а в 1884 году окончил со степенью кандидата историко-филологический факультет  Киевского университета Святого Владимира . Ученик Ф. Г. Мищенко. Выпускное сочинение — «Очерки греческой историографии» («Университетские известия». — Киев, 1883—1884). В 1884—1886 годах состоял при университете стипендиатом для приготовления к профессорскому званию по кафедре греческой словесности.
По настоянию отца занимался в Дерптском университете; слушал лекции по классической филологии и истории античного искусства.
С 1 июля 1886 года был командирован за границу на два года, но затем командировка была продлена ещё на один год — по 1 сентября 1889 года. Занимался в разных областях классической филологии, но особенно — под руководством профессора Роберта (Carl Robert) в Берлинском университете.
В 1889 году защитил в Дерптском университете магистерскую диссертацию «De Deli insulae rebus» («Berliner Studien für classische Philologie und Archäologie», т. IX), в которой проследил историю острова Делос с древнейших времён до победы христианства над язычеством. В апреле получил степень магистра древнеклассической философии и с сентября 1889 года начал читать лекции по древним языкам в звании приват-доцента кафедры классической филологии историко-филологического факультета Московского университета.
Переработал книгу Шёманна «De comitiis Atheniensium» в своей диссертации «Афинское гражданство и народное собрание. Ч. 1.: Основы государства и деление граждан в Афинах» («Ученые записки Московского университета». — 1891. — Вып. 18), защитив которую в 1892 году получил степень доктора греческой словесности и был назначен сверхштатным экстраординарным профессором Московского университета по кафедре классической филологии. В январе 1897 года был утверждён в должности штатного экстраординарного профессора.
Кроме диссертаций Шеффер напечатал «Дом Веттиев» и ряд статей в «Филологическом обозрении», «Berliner Philosophische Wochenschrift», «Bursian’s Jahresbericht», «Реальной энциклопедии» Августа Фридриха фон Паули (August Friedrich Pauly) и Георга Виссовы (Georg Wissowa).
Умер в Москве 18 апреля (1 мая) 1900 года от запущенной болезни почек.